# Trévou-Tréguignec
Trévou-Tréguignec is een gemeente in het Franse departement Côtes-d'Armor (regio Bretagne). De plaats maakt deel uit van het arrondissement Lannion. Trévou-Tréguignec telde op 1 januari 2022 1.581 inwoners.

## Geografie
De oppervlakte van Trévou-Tréguignec bedraagt 6,52 km², de bevolkingsdichtheid is 227 inwoners per km² (per 1 januari 2019).
De onderstaande kaart toont de ligging van Trévou-Tréguignec met de belangrijkste infrastructuur en aangrenzende gemeenten.

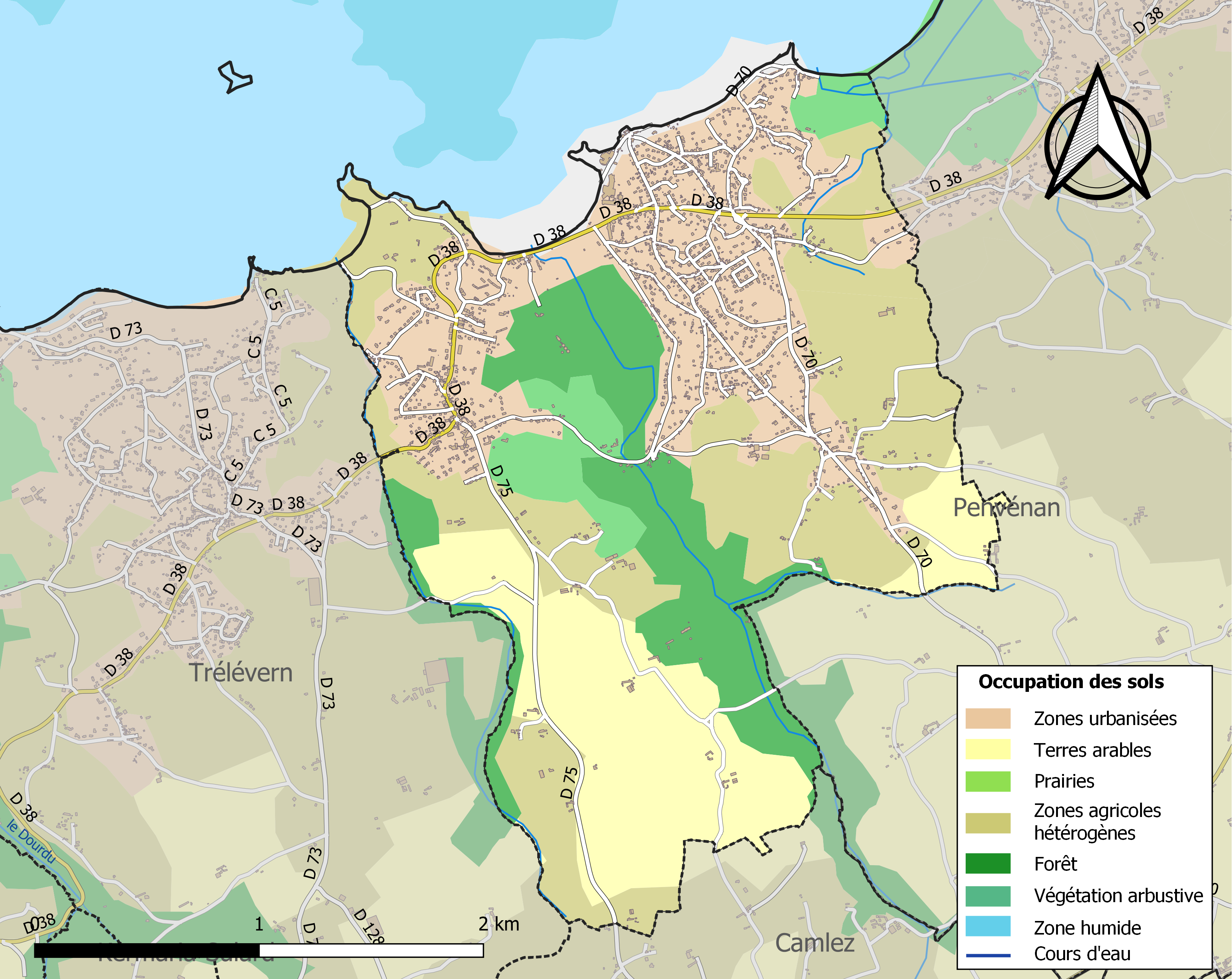

## Demografie
Onderstaande figuur toont het verloop van het inwonertal (bron: INSEE-tellingen).